# Mon cœur est rouge
 (décembre 2020).
Pour plus de détails, voir Fiche technique et Distribution.
Mon cœur est rouge est un film français réalisé par Michèle Rosier et sorti en 1977.

## Fiche technique
- Titre : Mon cœur est rouge
- Réalisation : Michèle Rosier, assisté de Jacques Kébadian et Paule Zajdermann
- Scénario : Michèle Rosier
- Photographie : Bruno Nuytten
- Décors : Philippe Galland
- Costumes : Marie-Claude Altot
- Son : Georges Prat
- Musique : Keith Jarrett
- Montage : Suzanne Baron
- Production : Go Films - Les Films Molière
- Tournage : à Paris, du 29 mars au 17 avril 1976
- Pays d'origine :  France
- Durée : 105 minutes
- Date de sortie : France - 23 mars 1977

## Distribution
- Françoise Lebrun
- Ghédalia Tazartès
- Jean-Pierre Bisson
- Hermine Karagheuz
- Coralie Seyrig
- Danielle Jaeggi
- Judith Magre
- Anne Wiazemsky
- Mai Zetterling
- Anouk Grinberg
- Caroline Champetier
- André Glucksman
- Antoine Fontaine
- Françoise Oukrate
- Mad Rimbaud
- Anne-Lise Bernheim
- Sonia Cauvin
- Lucia Bensasson
- Paule Zajderman
- Odile Astié